# Gonomyia lamellaris
Gonomyia lamellaris är en tvåvingeart som först beskrevs av Paul Gustav Eduard Speiser 1913.
Gonomyia lamellaris ingår i släktet Gonomyia och familjen småharkrankar. Inga underarter finns listade i Catalogue of Life.